# Rich
«Rich» — песня американской кантри-исполнительницы Марен Моррис из её дебютного альбома Hero (2016). Моррис написала песню в соавторстве с Джесси Джо Диллоном и Лаурой Вельц, а также выступила сопродюсером трека вместе с Бусби. Она была выпущена на американских кантри-радиостанциях 12 февраля 2018 года на лейбле Columbia Nashville в качестве четвёртого и последнего сингла альбома и хип-хопом, что позволило создать звучание, «не поддающееся классификации». В песне звучит «непринуждённый, лёгкий» вокал в куплетах и «певучий» припев. Лирически песня описывает способы, которыми мужчина сделал Моррис плохо, обрамляя их гипотетическими долларовыми суммами за эти нарушения, в результате которых Моррис стала бы богатой. По мнению критиков, исполнение Моррис выражает «хип-хоп браваду» и «лукавое остроумие», когда она играет с нетрадиционными рифмами.

## История
В «Rich» смешаны элементы кантри с регги и хип-хопом, что позволило создать звучание, «не поддающееся классификации». В песне звучит «непринужденный, легкий» вокал в куплетах и «певучий» припев. Лирически песня описывает способы, которыми мужчина сделал Моррис плохо, обрамляя их гипотетическими долларовыми суммами за эти нарушения, в результате которых Моррис стала бы богатой. По мнению критиков, исполнение Моррис выражает «хип-хоп браваду» и «лукавое остроумие», когда она играет с нетрадиционными рифмами.

## Отзывы
В рецензии на Hero Джон Караманика из New York Times написал, что песня позиционируется как «заявка CMT на „Песню лета“ благодаря своему сильному хуку и кроссоверному потенциалу». Чак Дофин из Billboard написал, что «Rich» сочетает юмор с «более чем небольшой» правдой, что он назвал «признаком её глубокого интеллекта как композитора». "Бриттни Маккенна из Rolling Stone назвала «Rich» изюминкой Hero и написала, что это «несовместимая с жанром смесь того, что делает современную кантри-музыку интересной: немного ненормативной лексики, много развязности и запоминающиеся крючки на несколько дней».

### Итоговые списки критиков
| Публикация    | Ранг | Список                        |
| ------------- | ---- | ----------------------------- |
| Billboard     | 3    | Maren Morris' 10 Best Songs   |
| Rolling Stone | 6    | 25 Best Country Songs of 2016 |

## Позиции в чартах
| Чарт (2018)                       | Высшая позиция |
| --------------------------------- | -------------- |
| Канада (Billboard Country)        | 2              |
| США (Billboard Hot 100)           | 62             |
| США (Billboard Country Airplay)   | 4              |
| США (Billboard Hot Country Songs) | 8              |

## Сертификации
| Регион                                                                      | Сертификация | Продажи   |
| --------------------------------------------------------------------------- | ------------ | --------- |
| США (RIAA)                                                                  | Платиновый   | 1 000 000 |
| Данные о продажах + прослушиваниях приведены только на основе сертификации. |              |           |